# Нововоскресенка (Иркутская область)
Нововоскресенка — деревня в Боханском районе Иркутской области России. Входит в состав Хохорского муниципального образования. Находится примерно в 18 км к востоку от районного центра.

## Население
По данным Всероссийской переписи, в 2010 году в деревне проживало 135 человек (59 мужчин и 76 женщин).